# Bob Mintzer
Bob Mintzer es un saxofonista, arreglista, compositor y director de orquesta norteamericano, nacido en New Rochelle, Nueva York, el 27 de enero de 1953.

## Historial
Se graduó en la Interlochen Arts Academy en 1970, especializándose en saxo tenor y clarinete bajo, aunque toca también la flauta, el EWI y el saxo soprano. Es miembro del grupo de jazz fusión Yellowjackets, desde finales de la década de 1980. Pero ya antes, en la primera mitad de los años 80, comenzó también a trabajar con big bands, primero como intérprete y arreglista, y más tarde como director. La primera de ellas fue la Word of Mouth Big Band del bajista Jaco Pastorius, y más tarde las bandas de Eumir Deodato, Tito Puente y la "Thad Jones-Mel Lewis Big Band". Estuvo varios años trabajando con Buddy Rich, pero después ha trabajado con sus propias formaciones y como colaborador de un gran número de bandas locales, en Festivales y en grabaciones.
Mintzer ha sido nominado trece veces para los Premios Grammy, tanto por sus trabajos como líder de big bands (Art of the Big Band, Departure, Homage to Count Basie, One Music, and Only in New York) , como por su trabajo con Yellowjackets (Blue Hats, Club Nocturne, Dreamland, Greenhouse, Like a River, Live Wires, Mint Jam, Runferyerlife, Time Squared). El disco Homage to Count Basie ganó el premio Grammy al Mejor disco de conjunto orquestal, en el año 2001.
Instalado en Los Ángeles, California, desde 2008 dirige el aula de Estudios de Jazz en la University of Southern California (Thornton School of Music).

## Discografía

### Con Yellowjackets
- Greenhouse, 1991;
- Live Wires, 1992;
- Like a River, 1993;
- Runferyerlife, 1994;
- Collection, 1995;
- Dreamland, 1995;
- Blue Hats, 1997;
- Club Nocturne, 1998;
- Priceless Jazz Collection, 1998;
- The Best of Yellowjackets, 1999;
- Mint Jam, 2002;
- Time Squared, 2003;
- Peace Round, 2003;
- Altered State, 2005;
- Twenty Five, 2006
- Lifecyle featuring Mike Stern, 2008

### Como líder
- Incredible Journey, 1985;
- Camouflage, 1986;
- Spectrum, 1988;
- Urban Contours, 1989;
- Art of the Big Band, 1991;
- Departure, 1993;
- Only in New York, 1994;
- Techno Pop, 1994;
- The First Decade, 1995;
- Big Band Trane, 1996;
- Live, 1996;
- Latin from Manhattan, 1998;
- Homage to Count Basie, 2000;
- Gently, 2003;
- Basie Lives - Bob Mintzer & Granada Big Band, 2004
- Live at MCG with Special Guest Kurt Elling, 2004
- Old School: New Lessons featuring Kurt Elling, 2006
- Swing out, 2008

### Como colaborador
- Jazz Influence (Nova Bossa Nova, 1997)